# Coahoma (Mississippi)
Coahoma is een plaats (town) in de Amerikaanse staat Mississippi, en valt bestuurlijk gezien onder Coahoma County.

## Demografie
Bij de volkstelling in 2000 werd het aantal inwoners vastgesteld op 325. In 2006 is het aantal inwoners door het United States Census Bureau geschat op 348, een stijging van 23 (7,1%).

## Geografie
Volgens het United States Census Bureau beslaat de plaats een oppervlakte van 0,2 km², geheel bestaande uit land. Coahoma ligt op ongeveer 53 m boven zeeniveau.

## Geboren
- James Carr (1942-2001), een Amerikaans zanger

## Plaatsen in de nabije omgeving
De onderstaande figuur toont nabijgelegen plaatsen in een straal van 20 km rond Coahoma.